# ستيفيناج (دائرة انتخابية في المملكة المتحدة)
ستيفيناج (بالإنجليزية: Stevenage)‏ هي إحدى الدوائر الانتخابية في المملكة المتحدة الممثلة في مجلس العموم في برلمان المملكة المتحدة.
عضو البرلمان الذي يمثلها حالياً هو :Barbara Follett (Lab).